# Akira Higashi
Akira Higashi (jap. 東 輝, Higashi Akira; * 7. Januar 1972 in Niki, Yoichi-gun, Unterpräfektur Shiribeshi, Hokkaidō) ist ein ehemaliger japanischer Skispringer. Sein größter Erfolg war der Gewinn von Team-Silber bei der Weltmeisterschaft 2003 im Val di Fiemme.

## Werdegang
Higashi debütierte im Dezember 1988 in Sapporo im Weltcup. Nachdem er auf Anhieb einen 14. und einen elften Platz belegt, konnte er im Februar 1989 an der Nordischen Skiweltmeisterschaft in Lahti teilnehmen, wo er von der Normalschanze 20. wurde. In der Folgesaison 1989/90 konnte er Leistungsmäßig im Weltcup nicht mithalten und erreichte, wenn er sich überhaupt für den Wettkampf qualifizierte, nie den zweiten Durchgang. Deshalb brach er seine Teilnahme an den Weltcupwettbewerben bereits Ende Dezember ab. 1990/91 trat er im Weltcup nur bei den in Sapporo stattfindenden Wettkämpfen an, konnte jedoch im Februar etwas überraschend bei der Nordischen Skiweltmeisterschaft 1991 in Val di Fiemme einen zehnten Platz von der Großschanze belegen. Im folgenden Winter 1991/92 war er komplett außer Form und er konnte bei allen vier Weltcups, an denen er teilnahm, die Qualifikation nicht überstehen. Zu Beginn der nächsten Saison 1992/93 trat er jedoch sehr stark auf und er konnte am 20. Dezember 1992 in Sapporo seinen ersten Weltcupsieg feiern. Daraufhin folgte seine erste Teilnahme an der Vierschanzentournee.
In den folgenden Wintern trat er bis auf einige wenige Ausnahmen nur bei den in Japan stattfindenden Weltcups an und erreichte dabei mittelmäßige Platzierungen. Erst in der Saison 1996/97 trat er wieder bei einer größeren Anzahl von Weltcupspringen an, dabei konnte er stets einen Platz unter den besten 30 erringen. Schließlich gewann er auch das Saisonabschlussfliegen in Planica. 1997/98 konnte er sich mehrfach unter den Besten zehn platzieren und nahm an der Skiflug-Weltmeisterschaft 1998 in Oberstdorf teil, wo er einen 15. Platz belegte. Danach trat er wieder nur sporadisch im Weltcup an, ohne dabei nennenswerte Erfolge verbuchen zu können. Zu Beginn des Jahres 2002 konnte er bei in Sapporo stattfindenden Continental-Cup-Springen vordere Plätze belegen und startete danach bis zum Ende der Saison 2001/02 auch wieder im Weltcup, wo er sich zumeist in den Punkterängen platzierte. Bei der in Harrachov stattfindenden Skiflug-Weltmeisterschaft 2002 wurde er 41. In der Saison 2002/03 nahm er vor allem an in Japan stattfindenden Welt- und Continental Cups teil, wurde aber bei der Nordischen Skiweltmeisterschaft 2003 in Val di Fiemme eingesetzt. Dort konnte er gemeinsam mit Kazuyoshi Funaki, Hideharu Miyahira und Noriaki Kasai die Silbermedaille im Teamwettbewerb gewinnen. Im Sommer 2003 trat er bei den Mattenskispringen des Continental Cups an und kurz darauf konnte er auch beim Sommer-Grand-Prix erstmals Punkte holen.
Im Winter 2003/04 pendelte er zwischen Welt- und Continental Cup hin und her. Dabei konnte er einige Continental Cups gewinnen und erzielte auch im Weltcup mehrere gute Resultate. Er nahm auch an der Skiflug-Weltmeisterschaft 2004 in Planica teil, wo er im Einzel nur 41. wurde, aber mit dem Team einen fünften Platz belegte. Bei den Sommer-Grand-Prix-Springen des Jahres 2004 brachte er mehrfach gute Resultate und konnte am Ende einen 21. Platz in der Gesamtwertung belegen. Während der Saison 2004/05 trat er durchgängig im Weltcup an, konnte dabei jedoch nur Platzierungen im Mittelfeld erreichen. Bei der in Oberstdorf ausgetragenen Nordischen Skiweltmeisterschaft 2005 gehörte er ebenfalls zum japanischen Aufgebot. Im Sommer 2005 trat er wieder beim Grand-Prix an, wobei ein fünfter Platz in Hakuba sein bestes Ergebnis wurde. Im folgenden Winter 2005/06 wechselte er wieder zwischen Welt- und Continental Cup hin und her, konnte jedoch in keiner der beiden Serien überzeugende Leistungen bringen. Seit Beginn des Jahres 2007 trat er, mit Ausnahme von einem Continental Cup im Januar 2008 in Brotterode, nur noch bei Springen in Japan an. In der Saison 2009/10 nahm Higashi jedoch wieder an Weltcupspringen in Europa teil, als er in Abwesenheit der japanischen A-Mannschaft bei der FIS-Team-Tour 2010 eingesetzt wurde.
Higashis ältere Brüder, die Zwillinge Kazuhiro und Akihiro, waren ebenfalls Skispringer, haben aber inzwischen ihre Karriere beendet.

## Erfolge

### Weltcupsiege im Einzel
| Nr. | Datum             | Ort     | Typ         |
| --- | ----------------- | ------- | ----------- |
| 1.  | 20. Dezember 1992 | Sapporo | Großschanze |
| 2.  | 23. März 1997     | Planica | Flugschanze |

### Continental-Cup-Siege im Einzel
| Nr. | Datum           | Ort      | Typ           |
| --- | --------------- | -------- | ------------- |
| 1.  | 11. Januar 2002 | Sapporo  | Normalschanze |
| 2.  | 12. März 2003   | Yamagata | Normalschanze |
| 3.  | 10. Januar 2004 | Sapporo  | Großschanze   |
| 4.  | 11. Januar 2004 | Sapporo  | Großschanze   |
| 5.  | 14. Januar 2007 | Sapporo  | Großschanze   |
| 6.  | 10. Januar 2010 | Sapporo  | Großschanze   |

## Statistik

### Weltcup-Platzierungen
| Saison  | Platz | Punkte |
| ------- | ----- | ------ |
| 1992/93 | 20.   | 037    |
| 1993/94 | 68.   | 016    |
| 1995/96 | 66.   | 022    |
| 1996/97 | 25.   | 211    |
| 1997/98 | 23.   | 240    |
| 2001/02 | 53.   | 038    |
| 2002/03 | 49.   | 047    |
| 2003/04 | 25.   | 250    |
| 2004/05 | 42.   | 077    |

### Grand-Prix-Platzierungen
| Saison | Platz | Punkte |
| ------ | ----- | ------ |
| 1998   | 46.   | 006    |
| 2003   | 50.   | 006    |
| 2004   | 21.   | 089    |
| 2005   | 28.   | 058    |
| 2010   | 72.   | 010    |
| 2011   | 73.   | 009    |